# Fabian Blattman
Fabian John Blattman (Narrandera, Australia, 28 de diciembre de 1958) es un exatleta paralímpico australiano. Quedó discapacitado después de un accidente de moto. Comenzó a jugar boliche adaptado, antes de cambiar al atletismo. Como competidor de atletismo paralímpico, ha establecido varios récords mundiales y ganó dos medallas de oro.

## Biografía
Blattman nació el 28 de diciembre de 1958 en la ciudad de Narrandera, Nueva Gales del Sur. Asistió a la Springwood High School, abandonando la escuela en 1975. Un accidente de motocicleta en 1978 lo dejó tetrapléjico. Después del accidente, pasó dieciocho meses en rehabilitación en el Centro de Rehabilitación Mt Wilga en Hornsby, Nueva Gales del Sur. Posteriormente se mudó a la casa de sus padres en Springwood, Nueva Gales del Sur. La casa fue acondicionada con un ascensor para permitirle llegar a su habitación en el tercer piso. Decidió mudarse de la casa de sus padres y viajar independientemente por todo el mundo. Jugaba tenis de mesa adaptado socialmente.

## Carrera deportiva

### Boliche
En 1985, compitió en los Juegos Parapléjicos Royal North Shore en el evento de boliche.

### Atletismo

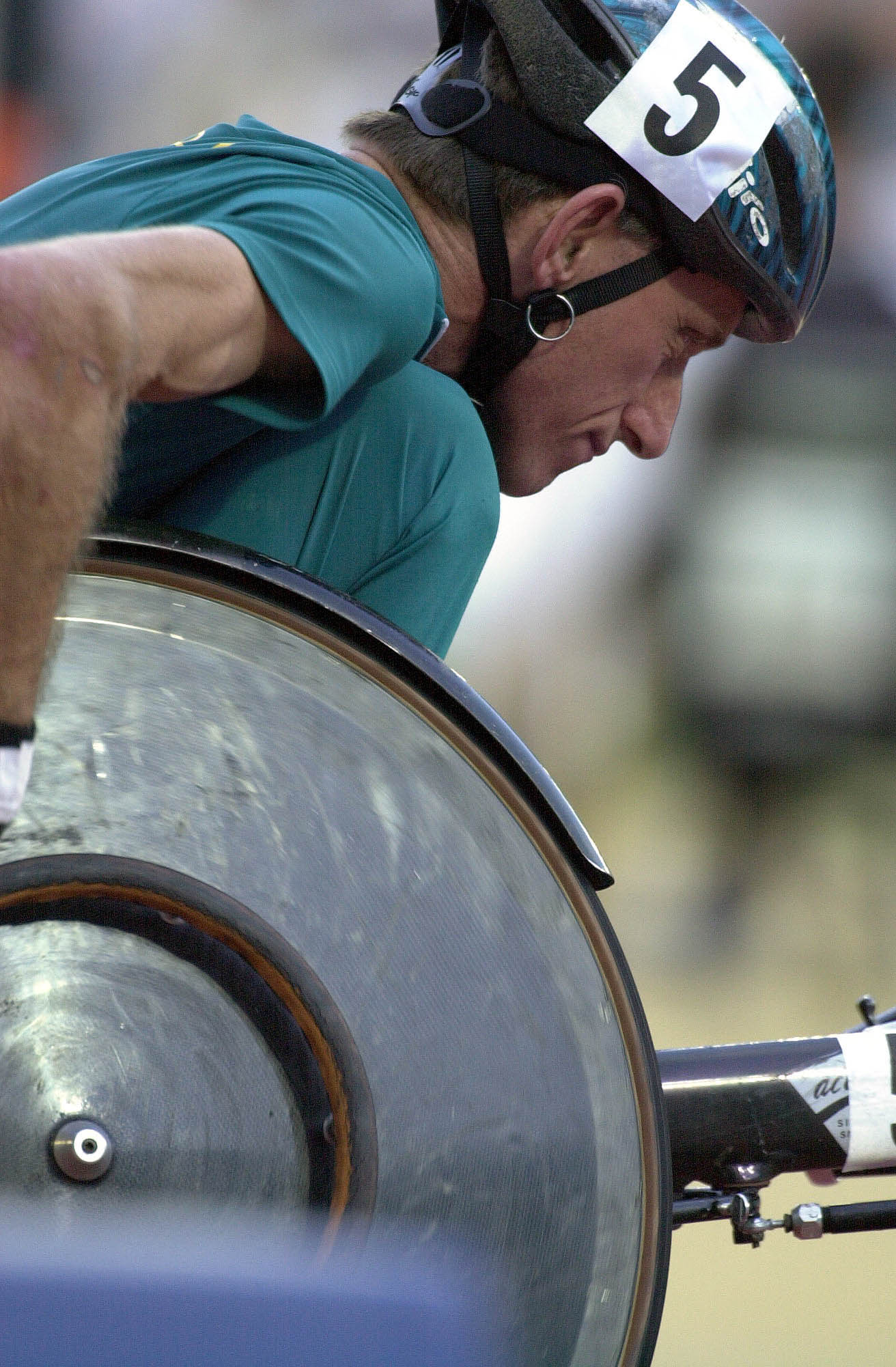
Blattman durante la final del evento de 800 m T51 en los Juegos Paralímpicos de Sídney 2000

Comenzó a participar en atletismo en silla de ruedas para mejorar su estado físico general. En los Juegos de Seúl de 1988, quedó quinto en la primera serie de los 200 metros 1A masculino. Participó en los Juegos de Stoke Mandeville en 1989 y 1990. En 1990, en el Campeonato Mundial y Juegos para Discapacitados en Assen, Países Bajos, ganó una medalla de oro en el evento de relevo 4 x 100 m masculino T1 y dos medallas de bronce en los 100 m y 2002 m T1. Ganó una medalla de plata en la competición 4 x 100 metros y una de bronce en 4 × 400 m en los Juegos Paralímpicos de Verano de 1992. En Atlanta 1996, ganó una medalla de oro en la competencia de 1500 m, por el cual recibió una Medalla de la Orden de Australia, y una medalla de plata en los 800 m. En 1998, ganó el Maratón Masculino (T51) en el Campeonato Mundial. En los Juegos de Sídney 2000, ganó una medalla de oro en los 400  m T51, una medalla de plata en los 1500 metros T51 masculino y una medalla de bronce en los 800 metros. Ese año, recibió una Medalla Deportiva Australiana. En 2002, Blattman llegó primero en el evento T51 Quads en el evento Arrive Alive Summer Down Under Wheelchair Track y Road Racing Series 10k, con un tiempo de 37.52. Compitió en el Optus Grand Prix 2010 en Canberra en los 5,000 m para hombres y mujeres, pero no lo terminó.
Ganó el evento Oz Day 10K Wheelchair Road Race T51 nueve veces, primero en 1992 y luego cada año de 1995 a 2002.

## Registro
Ha obtenido varios récords mundiales en atletismo. Éstos incluyen:
- 1990: 4 x 100 y 4 x 400 m en los Juegos Stoke Mandeville de 1990[7]
- 1991: 1500 m
- 1995: 2: 40.15 en el evento masculino T51 de 800 m en Etobicoke, Canadá, el 25 de junio[17]
- 1998: 05: 01.49 en los 1500 m y 16: 51.81 en los 500 m en la reunión internacional de pista de silla de ruedas Summer Down Under en el Sydney International Athletic Centre el 28 de enero[18][19]
- 1999: 16: 46.95 en 5000 m en la reunión internacional de pista de silla de ruedas Summer Down Under en el Sydney International Athletic Centre el 29 de enero[20]

Obtuvo una beca del Instituto Australiano del Deporte de 1994 a 2000 en Atletismo. Su entrenador fue Andrew Dawes, quien trabajó con los medallistas de oro paralímpicos Louise Sauvage y Greg Smith.